# David Garnett
David Garnett (n. 9 martie 1892 - d. 17 februarie 1981) a fost un scriitor și publicist englez.
Părinții săi au fost scriitorul Edward Garnett și traducătoarea Constance Black.
Romanele fantastico-alegorice sunt străbătute de un fin umor, fiind o satiră la adresa societății.

## Opera
- 1922: Doamna transformată în vulpe ("Lady into Fox")
- 1924: Bărbatul din grădina zoologică ("A Man in the Zoo")
- 1925: Reîntoarcerea marinarului ("The Sailor's Return")
- 1933: Paocahontas
- 1955: Chipurile dragostei ("Aspects of Love")
- 1958: O împușcătură în întuneric ("A Shot in the Dark")
- 1970: Prima revoluție "Hippy" ("First 'Hippy' Revolution")
- 1979: Mari prieteni. Portretele a șaptesprezece scriitori ("Great Friends. Portraits of Seventeen Writers").